# Chrysogorgia mixta
Chrysogorgia mixta är en korallart som beskrevs av W. Versluys 1902. Chrysogorgia mixta ingår i släktet Chrysogorgia och familjen Chrysogorgiidae. Inga underarter finns listade i Catalogue of Life.